# Gli Scoglietti
Gli Scoglietti costituiscono un gruppo di scogli dell'Italia, in Sicilia.
Amministrativamente appartengono a Pantelleria, comune italiano della provincia di Trapani.
Si trovano tra Punta Limarsi e Balata dei Turchi, nei pressi della costa meridionale dell'isola di Pantelleria.